# Ejlig-Chiem
Ejlig-Chiem (ros. Эйлиг-Хем) – wieś w Rosji, w Tuwie, w kożuunie uług-chiemskim. W 2010 liczyła 656 mieszkańców.